# Estado Qi
Qi (chino tradicional: 齊, Wade-Giles: Ch'i2) fue un estado de la Antigua China durante la dinastía Zhou. Su capital era Linzi (actual Zibo en Shandong).
Qi fue fundado alrededor de 1046 a. C. como uno de los estados vasallos de la dinastía Zhou. Su primer gobernante fue Jiang Ziya, el más poderoso funcionario de su época. La familia Jiang gobernó Qi durante varios siglos, antes de ser reemplazada por la familia Tian, en 386 a. C.. En 221 a. C., Qi fue el último gran estado de la China pre-Imperial conquistado por el Estado Qin, el cual se convirtió en la dinastía Qin, la primera del imperio centralizado de China.

## Fundación
Con la fundación de la dinastía Zhou en 1046 a. C., el Rey Wu de Zhou asignó las tierras conquistadas como feudos hereditarios a sus parientes y ministros. El territorio del área de la actual Shandong se le dio a Jiang Ziya, su general más importante, del que nació el estado de Qi. Poca información ha sobrevivido de este período. El Rey Yi (Xie) de Zhou (865-858 a. C.) atacó Qi y asesinó al duque Ai de Qi. En el tiempo del Rey Xuan de Zhou (827–782 a. C.) hubo una lucha sucesoria. Durante este tiempo, muchos pueblos dongyi fueron absorbidos por el estado Qi.

## Primaveras y otoños
En 706 a. C. los xirong invadieron el ducado, pero fueron rechazados gracias a la ayuda de Zheng. Durante el largo reinado del duque Huan (685-643 a. C.) alcanzó tal poderío que su gobernante fue declarado hegemón (伯, bà) por el rey de Zhou (667 a. C.). Esto fue posible por las reformas centralistas de su ministro, Guan Zhong. El duque anexo 35 estados vecinos (destaca Tan en 684 a. C.) y llevó a muchos otros a la sumisión (Lu, Song, Chen y Zheng). También expulsó a los xirong de Yan (664 a. C.) y a los Beidi de Wey y Xing (660-659 a. C.), y contuvo la expansión de Chu al norte apoyando a Cai (656 a. C.). Después de su muerte el país se sumergió en luchas sucesorias.
En 632 a. C., Qi se unió la coalición de Jin, Qin y Song, venciendo en Chengpu a Chun, Chen, Cai, Shen y Xi, que permitió que la hegemonía pasara al duque Wen de Jin. En 589 a. C. el duque Qing (598-582 a. C.) atacó Lu y Wey, pero Jin intervino y le venció en An. Diez años después representantes de Qin, Jin, Qi y Chu se reunieron para limitar las fuerzas armadas y buscar la paz. En 546 a. C. Jin, Qin y Qi dividieron a los estados más pequeños en zonas de influencia, convirtiéndolos en satélites.

## Reinos combatientes
Al comienzo de este período Qi anexó muchos pequeños estados vecinos y fue uno de los primeros en patrocinar a estudiosos. Desde 532 a. C. la familia Tian, descendientes de los duques de Chen, acabó con los clanes rivales y se hicieron con el control del estado. En 481 a. C., Tian Heng, jefe del clan, asesino al duque Jian y la mayoría de la familia gobernante, los Jiang. Los duques pasaron a ser meros títeres de la familia Tian. Finalmente, en 384 a. C. los Jiang perdieron su título y sólo conservaron un pequeño territorio en Linzi y el monte Tai hasta 379 a. C., el jefe de los Tian, Tian He, asumió como duque Tai de Tian Qi. 
En 334 a. C., se proclamó el rey Wei de Qi, marcando su independencia de Zhou. Este monarca nombró a Sun Bin su asesor militar (famoso por sus victorias en Guiling en 353 a. C. y Maling en 342 a. C.) y hasta su muerte en 320 a. C. fue el gobernante más poderoso de China tras treinta y seis años de gobierno. En 221 a. C. fue el último de los estados en ser anexado a Qin durante las guerras de unificación chinas.